# چورنا
شهر چورنا (به مجاری: Csorna) در دیور مُشون شوپرون در کشور مجارستان واقع شده‌است. جمعیت این شهر ۱۰٫۷۹۱ نفر است.